# Synagoga w Kołbieli
Synagoga w Kołbieli – znajdowała się w Kołbieli przy ulicy Kilińskiego. Pierwotna synagoga wybudowana została w połowie XIX wieku zaraz po ustanowieniu w Kołbieli gminy żydowskiej w 1853 roku. Istniała do 1918 roku, gdy spłonęła w wielkim pożarze miasteczka. Odbudowana w tym samym miejscu dotrwała do II wojny światowej. Obecnie nie ma śladu po budynku.  
W miejscowości znajdował się również cmentarz żydowski.